# Leptepania longicollis
Leptepania longicollis là một loài bọ cánh cứng trong họ Cerambycidae.